# Fritz Stoltenberg

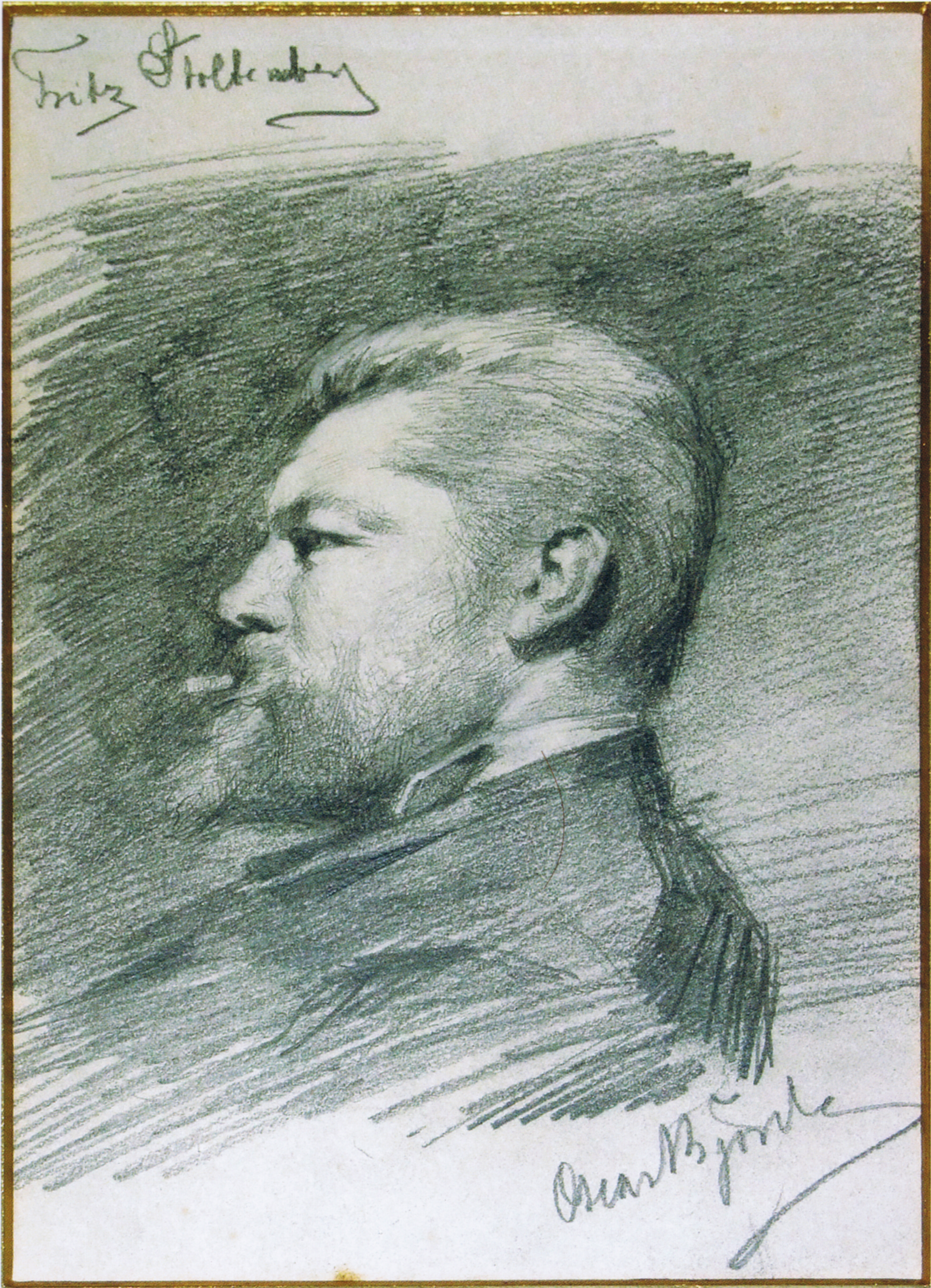
Fritz Stoltenberg, door Oscar Björck

Fritz Stoltenberg (Kiel 7 april 1855 - Schönberg, 13 november 1921) was een Duits kunstschilder. Hij maakte vooral naam als marine- en landschapsschilder.

## Leven en werk
Stoltenberg was de zoon van een scheepskapitein. Hij studeerde aan de Großherzoglich-Sächsische Kunstschule Weimar en de Akademie der Bildenden Künste München. In 1882 sloot hij zich aan bij een kunstenaarskolonie in het Deense Ekensund en in diezelfde periode reisde hij ook regelmatig naar Skagen, waar hij werkte met de Skagenschilders. In 1889 huwde hij de welgestelde Hamburgse Anna Scharenberg en was hij vrij van financiële zorgen. Hij vestigde zich in zijn geboortestad Kiel en maakte van daaruit diverse studiereizen door Europa, onder andere naar België en Nederland. Ook bezocht hij Algerije.
Stoltenberg schilderde en plein air in een realistische stijl, met invloeden vanuit het impressionisme. Hij maakte voornamelijk marinewerken, havengezichten en landschappen. In 1921 overleed hij, 66 jaar oud. Diverse van zijn werken zijn te zien in de Kunsthalle zu Kiel en het Skagens Museum.

## Galerij

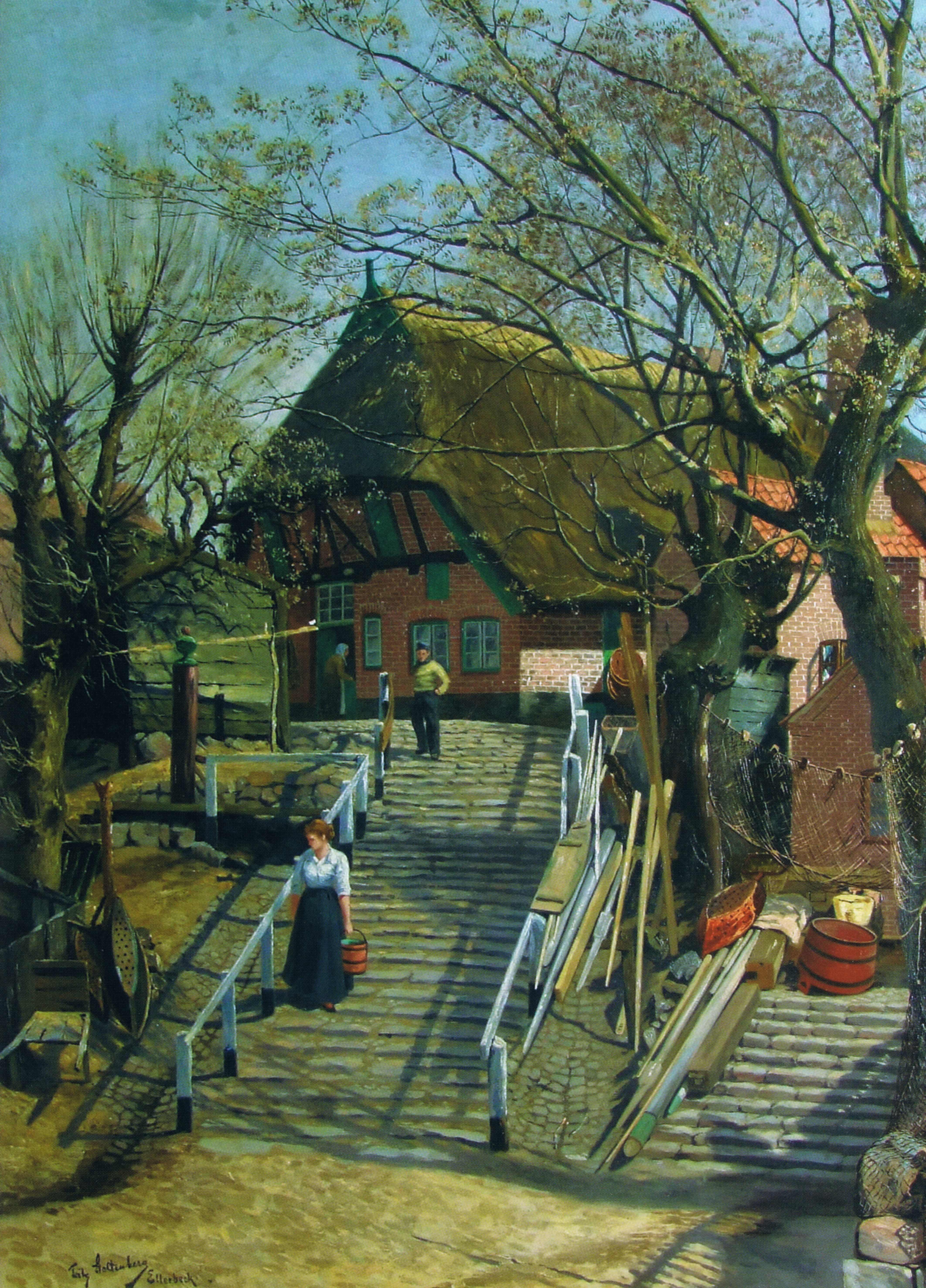
Hintzenberg
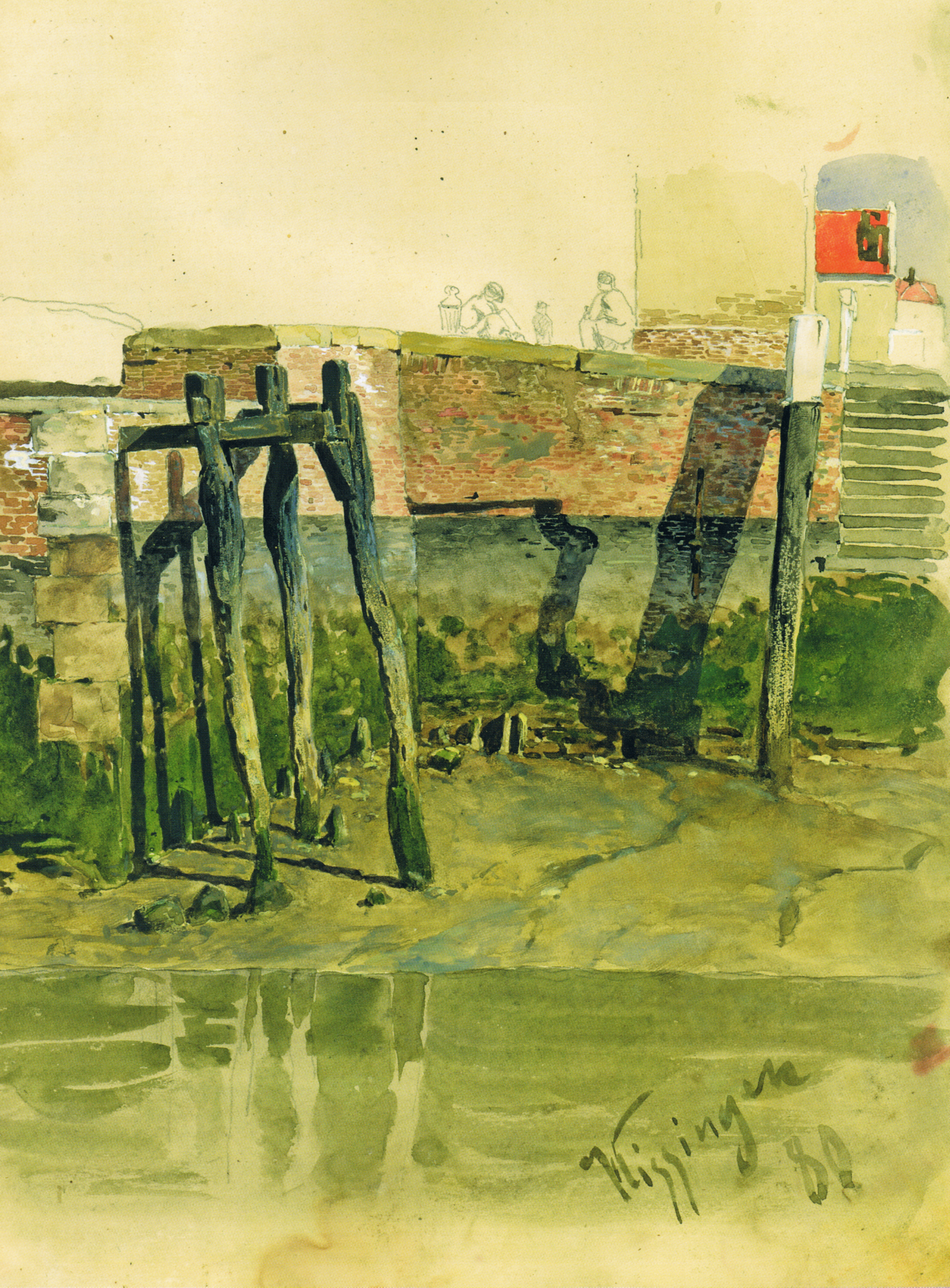
Vlissingen, Hafenufer
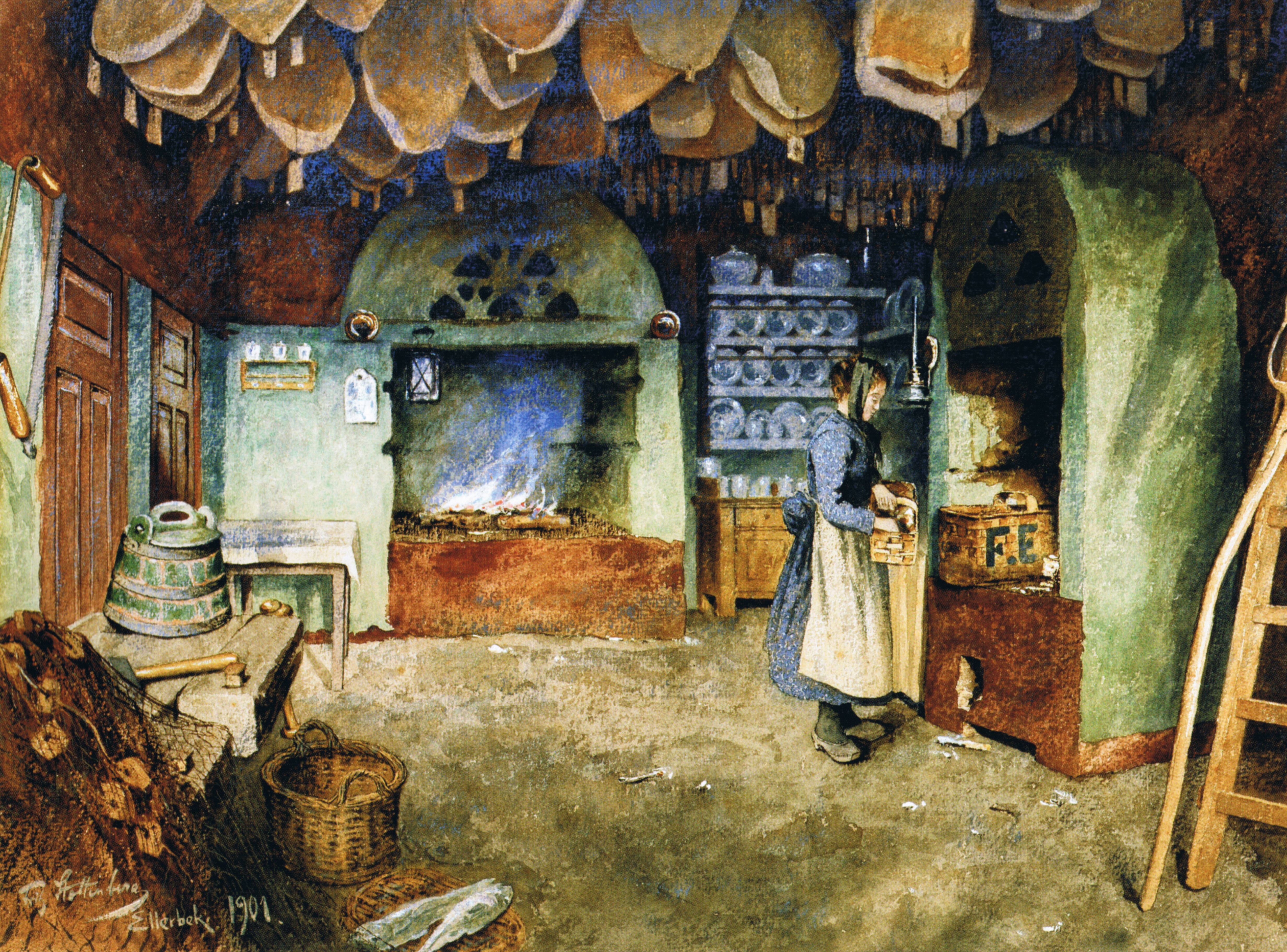
Ellerbek, Kate
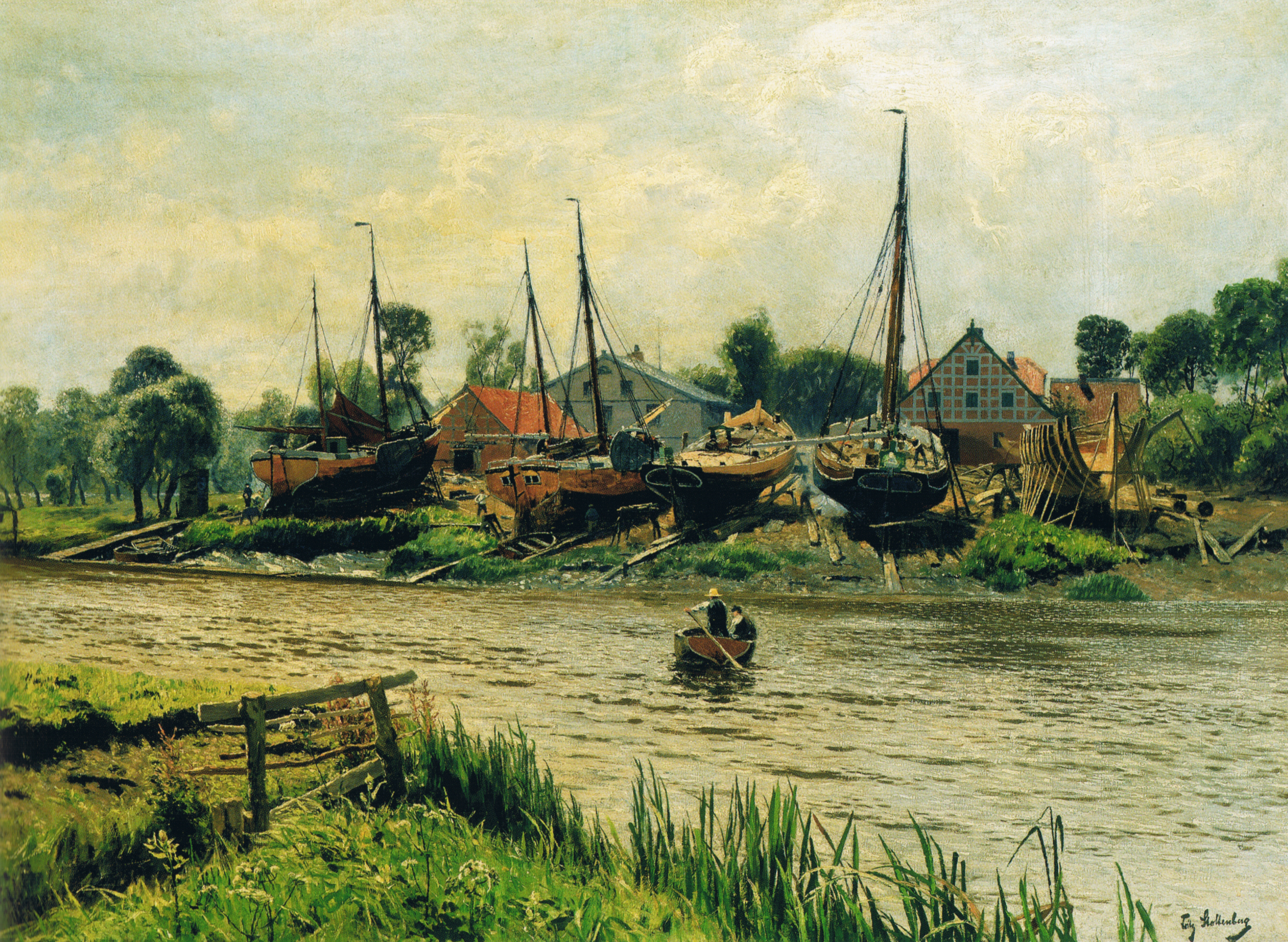
Schiffswerft
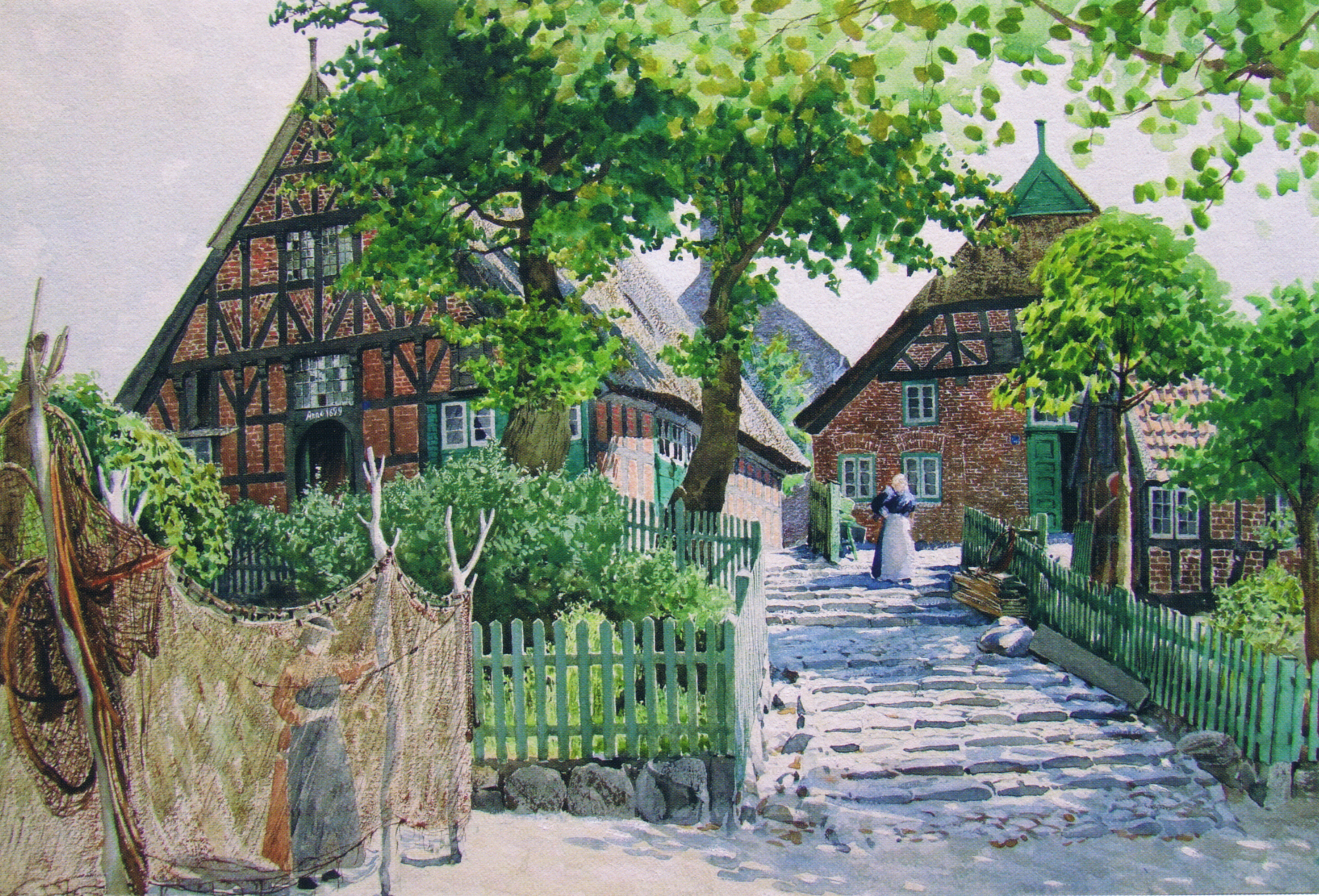
Thedenberg
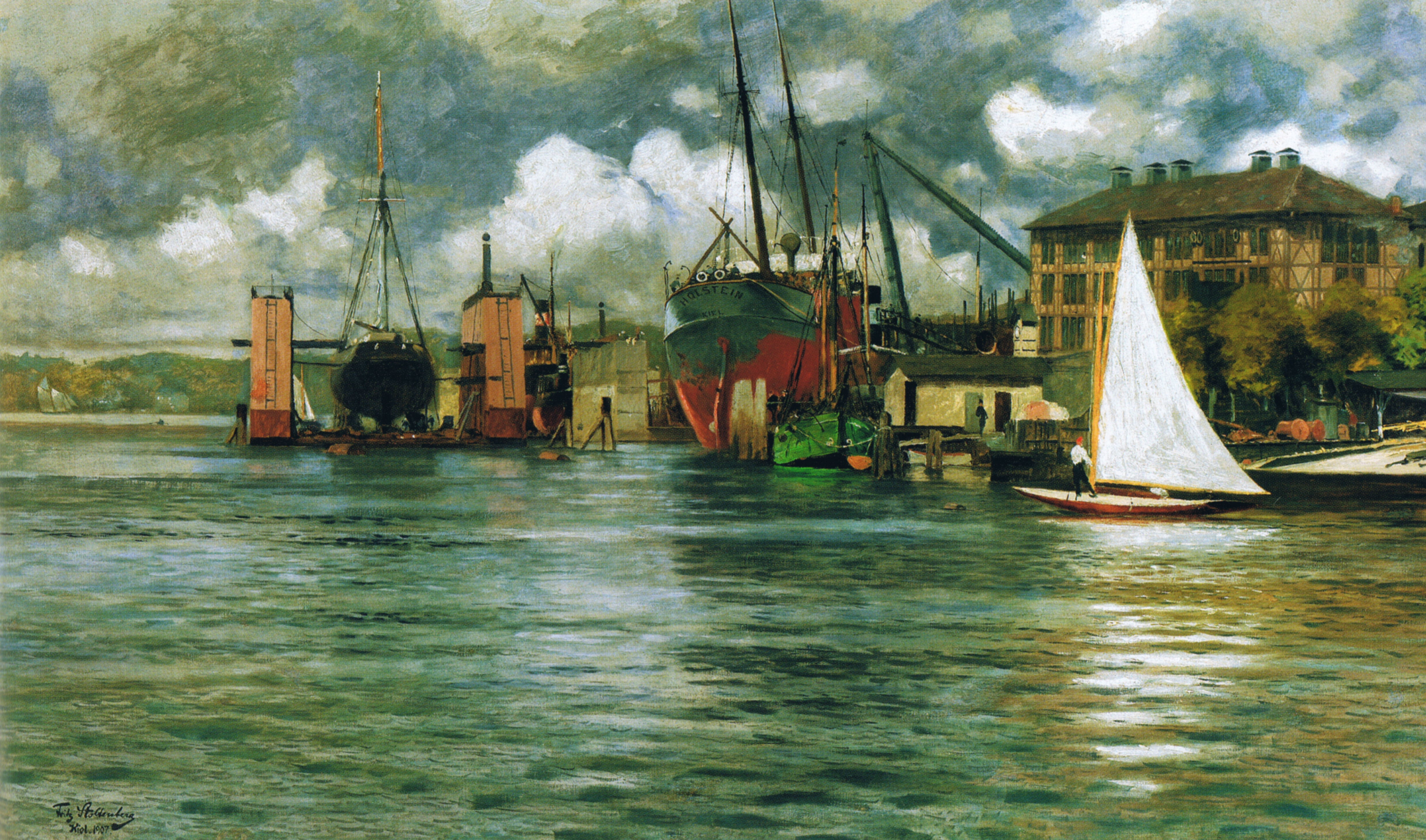
Kiel, Howaldswerke